# Gräsö distrikt
Gräsö distrikt är ett distrikt i Östhammars kommun och Uppsala län. 
Distriktet omfattar ön Gräsö och kringliggande öar. 

## Tidigare administrativ tillhörighet
Distriktet inrättades 2016 och utgörs av en del av området Östhammars stad omfattade till 1971, en del av området som före 1967 utgjorde Öregrunds stad, delen som före 1952 utgjorde Gräsö socken.
Området motsvarar den omfattning Gräsö församling hade vid årsskiftet 1999/2000.